# Variante zeta del SARS-CoV-2

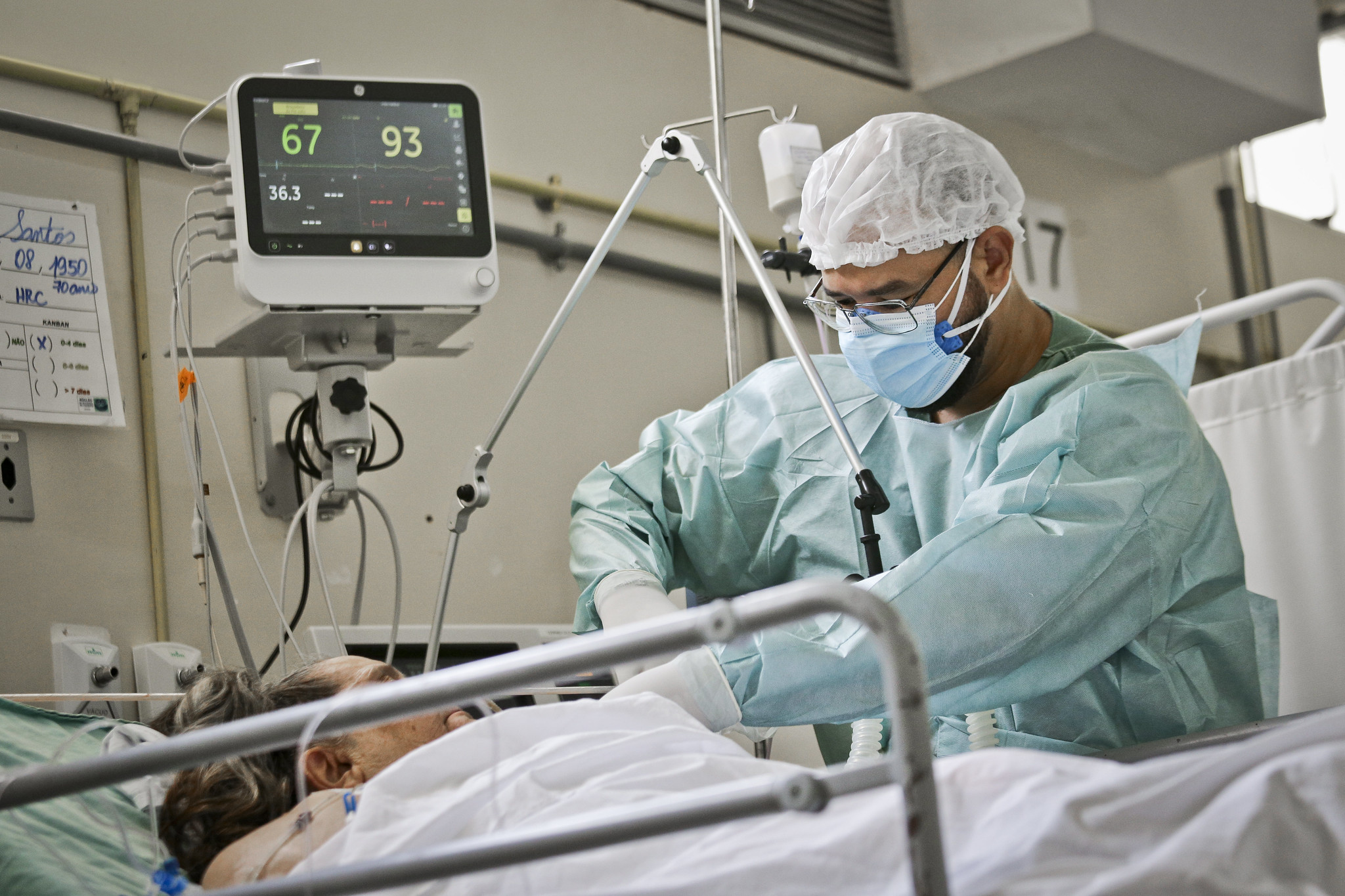
Paciente internado por COVID-19 en Brasil.

La variante Zeta, también conocida como linaje P.2, es una variante del SARS-CoV-2, el virus que causa la enfermedad de COVID-19. Se detectó por primera vez en el estado de Río de Janeiro; alberga la mutación E484K, pero no las mutaciones N501Y y K417T. Evolucionó de forma independiente en dicho lugar, sin estar directamente relacionado con la variante Gamma.
Según el esquema de nomenclatura simplificado propuesto por la Organización Mundial de la Salud, P.2 se etiquetó como "variante Zeta" y se consideró una variante de interés el 26 de febrero de 2021, pero no una variante de preocupación. Una segunda ola fue precedida en Brasil en noviembre de 2020 por un aumento en la prevalencia de la variante Zeta. A partir de julio de 2021, Zeta ya no se considera una variante de interés por la OMS.

## Características y mutaciones
Sus mutaciones compatibles con escape a la respuesta inmune frente a variantes previas. Es mayoritaria de Brasil (Río de Janeiro), con casos aislados en otros países, relacionados con viajes. Las primeras muestras documentadas son de abril de 2020 en Brasil.
El genoma Zeta tiene 3 mutaciones de aminoácidos: E484K, D614G y V1176F, todas ellas se encuentran en el código de proteína de pico del virus. Según los Centros para el Control y la Prevención de Enfermedades, la mutación F565L se ha detectado en algunas de las secuencias variantes de Zeta, pero no en todas.